# Нијепор-Делаж NiD-122
Нијепор-Делаж NiD-122 (фр. Nieuport-Delage NiD-122) је француски ловачки авион. Авион је први пут полетео 1932. године. 

Највећа брзина авиона при хоризонталном лету је износила 365 km/h.
Распон крила авиона је био 13,00 метара, а дужина трупа 7,12 метара. Празан авион је имао масу од 1209 килограма. Нормална полетна маса износила је око 1642 килограма.

## Наоружање
| Наоружање авиона: Нијепор-Делаж |          |
| Ватрено (стрељачко) наоружање   |          |
| Топ                             |          |
| Митраљез                        |          |
| Број и ознака митраљеза         | 2 Викерс |
| Калибар                         | 7,7      |
| Бомбардерско наоружање (бомбе)  |          |
| Ракетно наоружање (ракете)      |          |